# Mad About Mambo
Mad About Mambo è un film irlandese del 2000, scritto e diretto dal regista John Forte. Tra gli elementi del cast William Ash, Keri Russell e Brian Cox.

## Trama
Un ragazzo irlandese ossessionato dal calcio cambierà drammaticamente la propria vita grazie alla samba. Danny gioca a calcio nella squadra della scuola cattolica che frequenta a Belfast. I tre migliori amici di Danny, anch'essi membri della squadra, hanno tutti ambizioni differenti per le proprie vite. Mickey desidera diventare stilista in modo da divenire ricco ed incontrare tante modelle; Gary vuole diventare un prestigiatore per arricchirsi ed incontrare belle donne; Spike infine ama combattere con le persone, e per questo desidera divenire un mercenario e rimanerlo per tutta la vita. Danny, il protagonista, sogna invece unicamente di giocare a calcio.
I suoi giocatori preferiti sono sudamericani, come Pelé e Carlos Riga, secondo lui dotati di un ritmo e di una flessibilità del tutto particolari. Volendo aggiungere un po' di queste qualità al proprio modo di giocare, Danny prende una decisione: seguirà delle lezioni di samba, nella speranza che il ballo sudamericano lo aiuti a giocare a calcio proprio come i suoi idoli. Sorprendentemente, sia per se stesso che per gli amici, Danny si rivelerà essere un bravo danzatore e si innamorerà di una studentessa della sua stessa scuola di danza, Lucy. Tuttavia, Lucy ha già un fidanzato, fiero componente in una delle squadre protestanti rivali di quella di Danny.